# Kalikhola
Kalikhola (en népalais : कालिखोला) est un comité de développement villageois du Népal situé dans le district de Taplejung. Au recensement de 2011, il comptait 629 habitants.